# Stanisław Zawadzki

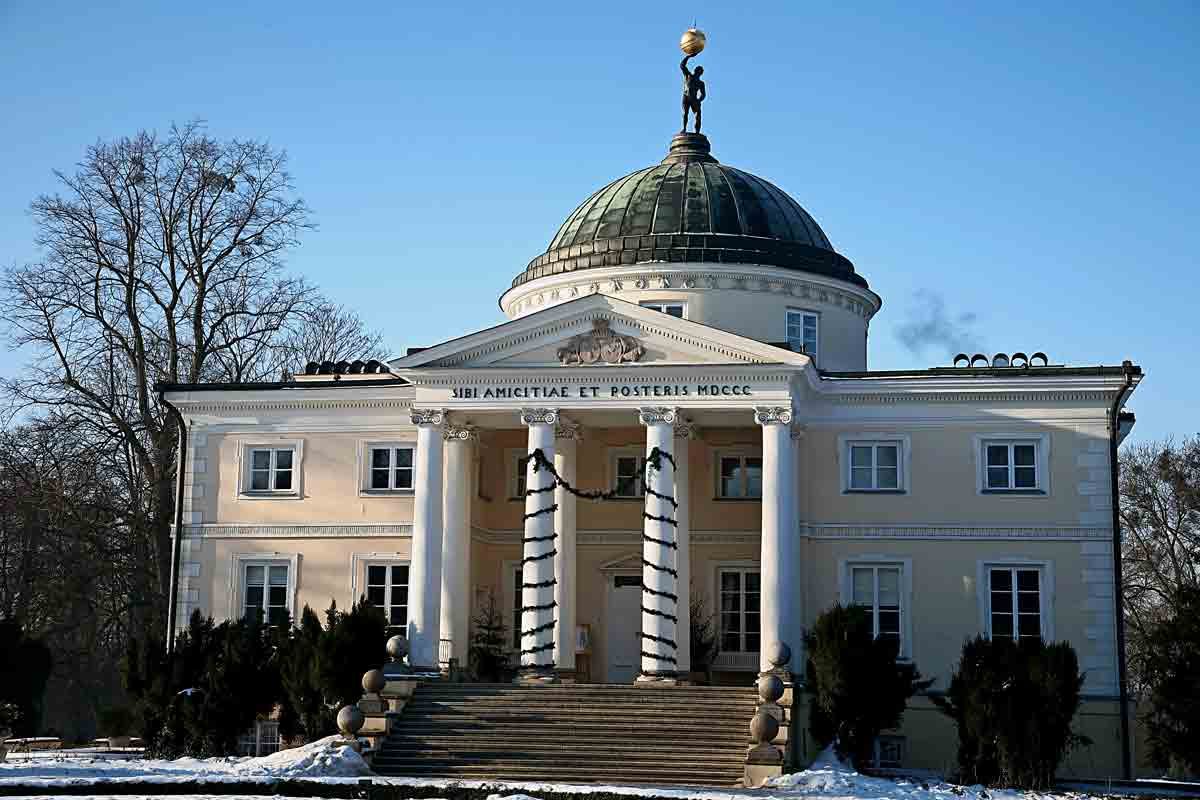
Cung điện ở Lubostroń

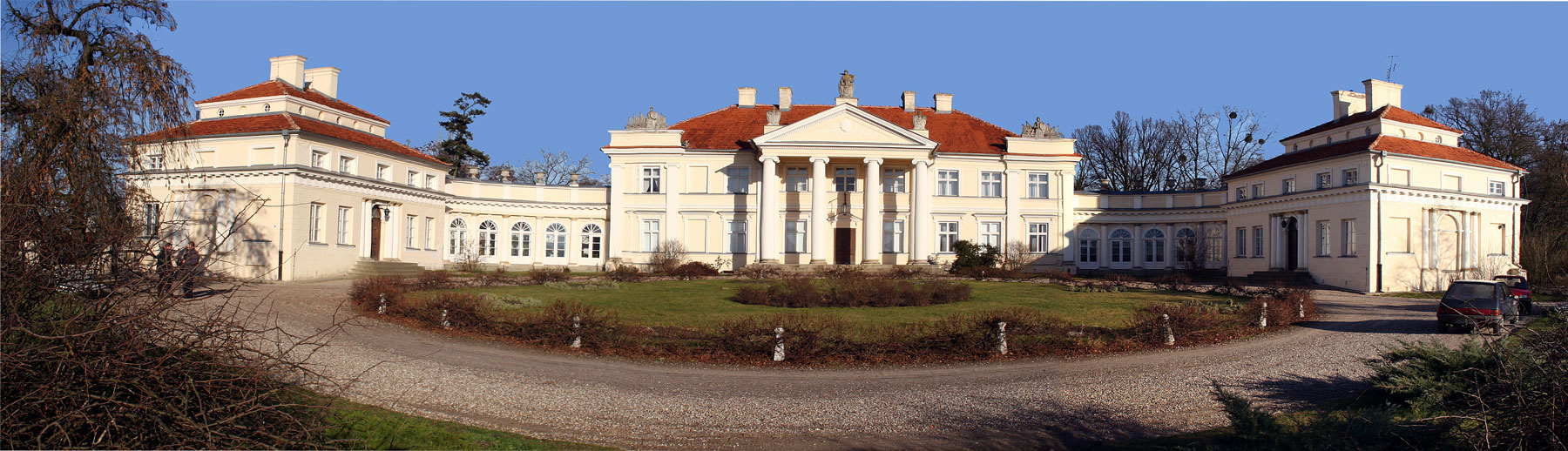
Cung điện ở Śmiełów

Stanisław Zawadzki (1743 – 1806) là một kiến trúc sư người Ba Lan. Ông là một đại diện của phong cách Baroque muộn và chủ nghĩa cổ điển, nghiêng về kiến trúc Palladian và tiền thân của phong cách Empire trong kiến trúc Ba Lan. Stanisław Zawadzki còn giữ chức Thiếu tướng của quân đội Liên bang Ba Lan và Lietuva.
Stanisław Zawadzki là người thiết kế các cung điện ở Śmiełów (1797), Dobrzyca (1799), Lubostroń (1800), các căn cứ phòng thủ và các căn cứ quân sự ở Kamieniec Podolski và Warsaw.

## Tiểu sử
Stanisław Zawadzki sinh năm 1743 tại Warsaw. Ông tốt nghiệp Học viện Thánh Luke ở Rome. Năm 1769, Stanisław Zawadzki trở thành một giáo sư ngành Kiến trúc của học viện này, và vào năm 1776, ông được vinh danh là thành viên danh dự của học viện. Stanisław Zawadzki nổi tiếng vì đã tôn vinh truyền thống Baroque trong các công trình đầu tay của ông. Sau đó, ông chuyển sang trường phái cổ điển hàn lâm với đặc trưng là phong cách Palladian.
Stanisław Zawadzki mất ngày 19 tháng 10 năm 1806 tại Warsaw.